# Umiot
Umiot (en rus: Умёт) és un poble de l'óblast de Saràtov, a Rússia, segons el cens del 2010 tenia 415 habitants. Pertany al districte municipal d'Atkarsk.